# RéCréation
Albums de Florent Pagny
En concert
(1998) Châtelet les Halles
(2000)
Singles
1. Jolie Môme
Sortie : Septembre 1999
2. Les Parfums de sa vie (je l'ai tant aimée)
Sortie : 1999
3. Requiem pour un con
Sortie : 1999

RéCréation est le 5e album studio de Florent Pagny, son 7e album discographique, paru le 25 octobre 1999, chez Mercury France. Il s'agit d'un double album de reprises plus ou moins techno/dance de chansons françaises.
Après le gros succès de Savoir aimer, Pagny souhaite s'offrir une récréation.  Il enregistre alors 17 chansons appartenant au patrimoine de la chanson française, réarrangée de manière plus moderne.  C'est Pascal Obispo qui constitue la première liste de chansons dans laquelle Pagny choisit celles auxquelles il estime pouvoir apporter quelque chose.  Le choix est large, il va de Léo Ferré (Jolie môme) à Trust (Antisocial), en passant par Daniel Balavoine (Vendeurs de larmes), Julien Clerc (Partir) ou Gérard Manset (Il voyage en solitaire).
Deux singles en seront extraits : Jolie môme et Les Parfums de sa vie (je l'ai tant aimée).
En France, l'album sera certifié disque de platine (300.000 exemplaires vendus).  Il restera 21 semaines dans le classement du SNEP.  Sa meilleure place est la n° 1, où il restera 1 semaine.
Le titre de l'album fait référence, sous forme de « Clin d'œil », à l'album de Claude Nougaro, en 1974, Récréation, également fait de reprises de chansons françaises.

## Titres
| 1. | Les Parfums de sa vie (je l'ai tant aimée)   | Patrice Guirao/Art Mengo                                | Art Mengo                 | 4:36 |
| 2. | Pars                                         | Jacques Higelin                                         | Jacques Higelin           | 4:25 |
| 3. | SOS amor                                     | Alain Bashung-Didier Golemanas/Alain Bashung            | Alain Bashung             | 4:55 |
| 4. | Requiem pour un con                          | Serge Gainsbourg/Serge Gainsbourg-Michel Colombier      | Serge Gainsbourg          | 4:00 |
| 5. | Il voyage en solitaire                       | Gérard Manset                                           | Gérard Manset             | 3:42 |
| 6. | J'oublierai ton nom (en duo avec Ginie Line) | Jean-Jacques Goldman-Michael Jones/Jean-Jacques Goldman | Johnny Hallyday et Carmel | 4:04 |
| 7. | Jolie Môme                                   | Léo Ferré                                               | Léo Ferré                 | 4:04 |
| 8. | Vendeurs de larmes                           | Daniel Balavoine                                        | Daniel Balavoine          | 4:28 |
| 9. | Hygiaphone                                   | Jean-Louis Aubert                                       | Téléphone                 | 3:04 |

| 1. | Quand j'étais chanteur             | Michel Delpech-Jean-Michel Rivat/Roland Vincent | Michel Delpech           | 4:21 |
| 2. | Une seule journée passée sans elle | Michel Jonasz                                   | Michel Jonasz            | 4:23 |
| 3. | Heures hindoues                    | Étienne Daho/David Munday                       | Étienne Daho             | 3:59 |
| 4. | Chère amie (Toutes mes excuses)    | Marc Lavoine/Fabrice Aboulker                   | Marc Lavoine             | 4:09 |
| 5. | Voilà, c'est fini                  | Jean-Louis Aubert                               | Jean-Louis Aubert        | 4:15 |
| 6. | Tu manques                         | Jean-Jacques Goldman                            | Fredericks Goldman Jones | 7:11 |
| 7. | Partir                             | Jean-Loup Dabadie/Julien Clerc                  | Julien Clerc             | 3:59 |
| 8. | Antisocial                         | Bernie Bonvoisin/Norbert Krief                  | Trust                    | 4:40 |